# 陈贤妹
陈贤妹（1953年—），女，广东阳山人，中华人民共和国拾荒者。因小悦悦事件而闻名。

## 生平
陈贤妹是广东省清远市阳山县七拱镇岩口村人。2011年，两岁女童小悦悦被车撞倒后，许多路人见死不救，甚至还有司机反复碾压小悦悦。陈贤妹路过，把身受重伤的小悦悦抱到了路边，寻找她的妈妈。小悦悦随后被送到医院抢救，但终因伤重救治无效，不幸离世，年仅两岁。陈贤妹因为在小悦悦事件当中的角色，被中国大陆网友称为“最美婆婆”。

## 荣誉
小悦悦事件发生后，陈贤妹成为许多媒体争先报道的人物。陈贤妹得到了许多奖项。甚至被大陆网友冠之以“最美婆婆”的荣誉名称。陈贤妹选择捐出奖金，回归了正常生活。